# Martina Čufar

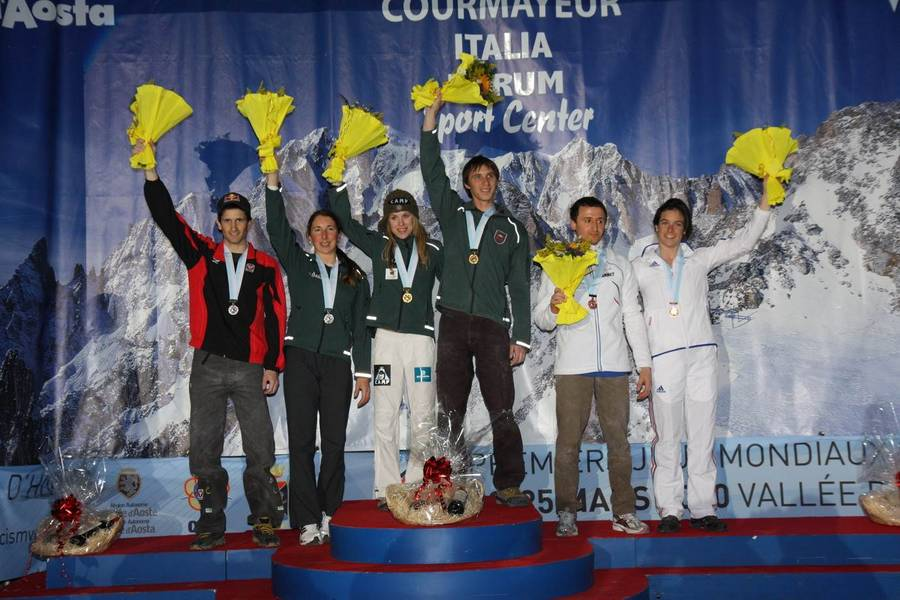
Dolina Aosty 2010 Medaliści wspinaczki sportowej na zimowych igrzyskach wojskowych.

Martina Čufar (ur. 14 stycznia 1977 w Jesenicach) – słoweńska wspinaczka sportowa. Specjalizowała się w prowadzeniu oraz we wspinaczce na czas. Mistrzyni świata we wspinaczce sportowej w konkurencji prowadzenie w 2001 roku, srebrna medalistka mistrzostw Europy z 2002.

## Kariera
W 2001 na mistrzostwach świata we wspinaczce sportowej w szwajcarskim Winterthurze w konkurencji prowadzenia zdobyła złoty medal. Podczas zawodów wspinaczkowych na  mistrzostwach Europy w 2002 we francuskim Chamonix-Mont-Blanc wywalczyła srebrny medal.
Uczestniczka, medalistka światowych wojskowych igrzyskach sportowych z 2010 roku.
Wielokrotna uczestniczka, medalistka prestiżowych zawodów wspinaczkowych Rock Master we włoskim Arco, gdzie zdobyła 1 złoty i 2 brązowe medale. 

## Osiągnięcia

### Mistrzostwa świata
| Konkurencje        | 1995 | 1997 | 1999 | 2001 | 2003 | 2005 |
| Prowadzenie        | 14   | 12   | 6    | 1    | 12   | 11   |
| Wspinaczka na czas | 9    | –    | –    | –    | –    | –    |

### Mistrzostwa Europy
| Konkurencje | 1996 | 1998 | 2002 | 2006 |
| Prowadzenie | 10   | 5    | 2    | 9    |

### Zimowe igrzyska wojskowe
| Konkurencje | 2010 |
| Prowadzenie | 2    |

### Rock Master
| Konkurencje | 1999 | 2000 | 2001 | 2005 |
| Prowadzenie | 3    | 3    | 1    | 9    |